# Ini-Teszup

Mapa hetyckiej Anatolii i Syrii

Ini-Teszup (2 poł. XIII w. p.n.e.) – hetycki wicekról Karkemisz, syn i następca Szahurunuwy. Przejął tron Karkemisz najprawdopodobniej ok. 1240 r. p.n.e. za panowania hetyckiego króla Hattusili III i kontynuował swe rządy za panowania Tudhaliji IV. Był współczesny Benteszinie z Amurru i Ammisztamru II z Ugarit.